# Сёльви Снайр Гвюдбьяргарсон
Сёльви Снайр Гвюдбьяргарсон (исл. Sölvi Snær Guðbjargarson), также Сёльви Снайр Фодильссон (исл. Sölvi Snær Fodilsson; родился 25 июля 2001 года, Исландия) — исландский футболист, полузащитник.
Является воспитанником «Стьярнана», где своей игрой заинтересовал «Грассхоппер» и «Милан». 12 мая 2021 года перешёл в «Брейдаблик». 13 января 2023 года приостановил свою футбольную карьеру из-за многочисленных травм.

## Клубная карьера

### «Стьярнан»
Сёльви Снайр Гвюдбьяргарсон (или Фодильссон) — воспитанник «Стьярнана». 18 февраля 2017 года дебютировал за клуб в матче Кубка исландской лиги против «Брейдаблика», выйдя на 73-й минуте на замену вместо Аднара Маура Бьёргвинссона. 1 марта подписал с клубом контракт до 16 октября 2019 года. В том же году был на недельном просмотре в «Грассхоппере». По словам самого футболиста, его заметили после игр за сборную Исландии до 17 лет. Сам клуб был готов подписать футболиста на полноценной основе, но на тот момент Гвюдбьяргарсон был более заинтересован в выступлениях за «Стьярнан», поэтому он решил повременить с переходом в «Грассхоппер». Первый мяч за «Стьярнан» забил 17 февраля 2018 года в Кубке исландской лиги в ворота «Хёйкара». Свой первый матч в чемпионате Исландии провёл 23 мая в матче 5-го тура против «Филькира», выйдя на 90-й минуте вместо Гвюдьоуна Бальдвинссона. 25 июня в 1/4 финала Кубка Исландии своим голом в дополнительное время на 118-й минуте в ворота «Тоура» принёс «Стьярнану» проход в полуфинал турнира. Дебютный гол в чемпионате Исландии забил 19 сентября в ворота «Акюрейри», забив головой после передачи от Алехса Тоура Хёйкссона.
В 2019 году мог играть за «Милан» на турнире Виареджо, но за несколько дней до двухнедельного отъезда в Италию Гвюдбьяргарсон получил лёгкую травму и поэтому не смог принять участие на турнире. После этого «Милан» более не связывался с футболистом. Также с Гвюдбьяргарсоном связывались и другие команды, но он «ждёт подходящего момента» и не спешит с отъездом за пределы Исландии. 1 мая 2019 года продлил контракт со «Стьярнаном» до 16 октября 2021 года. 18 августа в матче чемпионате Исландии против «Акранеса» открыл счёт; через два дня он попал в символическую сборную 17-го тура по версии fótbolti.net на позицию правого вингера. Всего за «Стьярнан» сыграл 70 матчей, где забил 12 мячей.

### «Брейдаблик»
В 2019 году на вопрос «За какую команду ты бы никогда не играл?» ответил: «Многое должно было бы произойти, если бы я перешёл в „Брейдаблик“». 23 апреля 2021 года на сайте fótbolti.net появилась информация, что, поскольку у Гвюдбьяргарсона заканчивается контракт, то «Брейдаблик» хочет подписать футболиста; это сильно разозлило руководство «Стьярнана», которое тут же отменило предсезонный товарищеский матч между клубами, вместо этого сыграв с «Валюром». На первый матч чемпионата Исландии против «Лейкнира» Гвюдбьяргарсон не вышел в стартовом составе; тренер «Стьярнана» Рунар Паудль Сигмюндссон объяснил это тем, что выставил на поле «сильнейший состав», а от комментариев по поводу слухов о переговоров Гвюдбьяргарсона с «Брейдабликом» отказался. По итогу футболист всё же вышел на поле на 81-й минуте вместо Кристоуфера Конраудссона. В следующем матче чемпионата против «Кеблавика» Гвюдбьяргарсон снова не попал в основной состав команды, однако снова вышел на замену: на 89-й минуте Гвюдбьяргарсон заменил Эйоульвюра Хьединссона. После матча новый тренер команды, Торвальдюр Эдлигссон, заявил, что игрок в последний раз выходит на поле.
12 мая 2021 года сайт fótbolti.net сообщил о переходе в «Брейдаблик». В тот же день Гвюдбьяргарсон официально перешёл в команду, подписав четырёхлетний контракт. По словам Оускара Храбна Торвальдссона, он «один из самых перспективных игроков страны» и что он «значительно усилит „Брейдаблик“». За переход игрока, по словам Хьёрвара Хаблидасона, ведущего подкаста «Dr. Football», была заплачено 1,7 миллиона исландских крон. За клуб дебютировал на следующий день после перехода, выйдя на 79-й минуте матча против «Кеблавика» вместо Виктора Карла Эйнарссона. 21 мая не попал в заявку на матч против «Стьярнана». Это было частью соглашения, по которому Гвюдбьяргарсон не мог играть против своего бывшего клуба, иначе, по словам Хьёрвара Хаблидасона, «Брейдаблик» должен был выплатить «Стьярнану» 1 миллион исландских крон. Всего за первый сезон в клубе он провёл 106 минут в чемпионате Исландии. Причиной малого количества игрового времени у Гвюдбьяргарсона стала, по словам Тоумаса Тоура Тоурдарсона и Ингоульвюра Сигюрдссона неготовность игрока к уровню основного состава «Брейдаблика». 1 марта 2022 года забил свой первый гол за клуб, отличившись в матче Кубка исландской лиги, где поразил ворота «Фьёльнира». В мае перед матчем против «Акранеса» получил травму. 20 июля стало известно, что Гвюдбьяргарсон постепенно возвращается после травмы. 15 августа 2022 года в матче против «Викингура» забил свой первый гол в чемпионате Исландии за «Брейдаблик». По итогам сезона сыграл 17 матчей, где забил 6 мячей; также вместе с «Брейдабликом» выиграл чемпионат страны.
13 января 2023 года Сёльви Снайр Гвюдбьяргарсон принял решение приостановить футбольную карьеру. В объяснении своего решения Гвюдбьяргарсон сказал, что из-за травм не может выкладывается на 100 %, и поэтому честнее бы было заявить о приостановке своей футбольной деятельности на какой-то срок. Всего за свою карьеру сыграл в 99 матчах, где в общей сложности забил 18 голов.

## Карьера в сборной
За сборную Исландии до 16 лет сыграл товарищеский матч против сборной Германии и три матча турнира УЕФА против Австрии, Шотландии и Хорватии. За сборную до 17 лет провёл 11 игр, в том числе 6 из них — в квалификации на чемпионат Европы. Остальные 5 матчей провёл в январе 2018 года на турнире в Беларуси. За сборную Исландии до 19 лет провёл два матча в квалификации на чемпионат Европы: 17 ноября 2018 года вышел в стартовом составе на матч против сборной Англии, и, проведя на поле 63 минуты, был заменён на Дагюра Дана Тоурхадльссона. Свой второй и последний матч провёл против сборной Молдовы, выйдя на замену на 84-й минуте вместо Андри Гудьонсена. Также дважды (в марте и в мае 2021 года) и тренировался вместе со сборной Исландии до 21 года.

## Стиль игры
Больше любит играть на левом фланге, но также может сыграть и в центре, и справа.

## Личная жизнь
В детстве занимался брейк-дансом. В интервью 2021 года заявил, что танцевать брейк-данс не умеет и поэтому «маловероятно», что он отпразднует гол таким образом.

## Статистика
| Выступление      | Выступление        | Выступление      | Чемпионат | Чемпионат | Кубки | Кубки | Еврокубки | Еврокубки | Итого | Итого |
| Клуб             | Лига               | Сезон            | Игры      | Голы      | Игры  | Голы  | Игры      | Голы      | Игры  | Голы  |
| ---------------- | ------------------ | ---------------- | --------- | --------- | ----- | ----- | --------- | --------- | ----- | ----- |
| Стьярнан         | Чемпионат Исландии | 2017             | 0         | 0         | 1     | 0     | —         | —         | 1     | 0     |
| Стьярнан         | Чемпионат Исландии | 2018             | 10        | 1         | 7     | 2     | 3         | 0         | 20    | 3     |
| Стьярнан         | Чемпионат Исландии | 2019             | 18        | 5         | 2     | 0     | 2         | 0         | 22    | 5     |
| Стьярнан         | Чемпионат Исландии | 2020             | 14        | 2         | 6     | 2     | —         | —         | 20    | 4     |
| Стьярнан         | Чемпионат Исландии | 2021             | 2         | 0         | 5     | 0     | —         | —         | 7     | 0     |
| Стьярнан         | Итого              | Итого            | 44        | 8         | 21    | 4     | 5         | 0         | 70    | 12    |
| Брейдаблик       | Чемпионат Исландии | 2021             | 9         | 0         | 1     | 0     | 2         | 0         | 12    | 0     |
| Брейдаблик       | Чемпионат Исландии | 2022             | 9         | 3         | 7     | 3     | 1         | 0         | 17    | 6     |
| Брейдаблик       | Итого              | Итого            | 18        | 3         | 8     | 3     | 3         | 0         | 29    | 6     |
| Всего за карьеру | Всего за карьеру   | Всего за карьеру | 62        | 11        | 29    | 7     | 8         | 0         | 99    | 18    |

## Достижения
Согласно.
- Чемпион Исландии: 2022
- Обладатель Кубка Исландии: 2018
- Обладатель Суперкубка Исландии[f]: 2019

## Комментарии
1. ↑  В некоторых источниках его полное имя — Сёльви Снайр Фодильссон Гвюдбьяргарсон (исл. Sölvi Snær Fodilsson Guðbjargarson)[3]
2. ↑  5 мая предыдущий тренер клуба, Рунар Сигмюндссон, подал в отставку[25]
3. ↑  По данным сайта Федерации футбола Исландии[6], Гвюдбьяргарсон подписал трёхлетний контракт
4. ↑  Кубок Исландии по футболу, Кубок исландской лиги
5. ↑  Лига Европы УЕФА, Лига конференций УЕФА
6. ↑  Не участвовал в матче